# Nhà trang trại được trang trí của Hälsingland
Nhà trang trại được trang trí của Hälsingland hay Hälsingegård là tập hợp bao gồm 7 trang trại hay nông trại cổ điển ở Hälsingland, phía Đông Thụy Điển. Chúng đại diện cho truyền thống xây dựng và trang trí nhà gỗ ở nông thôn thời Trung cổ. Đây là các trang trại gỗ, trải dài trên diện tích dài 100 km, rộng 50 km, nằm ở thung lũng màu mỡ, xung quanh là rừng Taiga.

## Lịch sử
Các trang trại của Hälsingland là một di sản văn hóa và là ví dụ về kỹ thuật xây dựng truyền thống của Thụy Điển trong xã hội nông thôn cũ ở Hälsingland. Những ngôi nhà được trang trí của các trang trại đã trở thành biểu tượng của thuật ngữ trang trại Hälsingland, mặc dù trang trại như một đơn vị sản xuất, bao gồm cả các tòa nhà và đất đai, là những gì tạo nên một trang trại Hälsingland.

## Trang trại được liệt kê[3]
Các ngôi nhà bao gồm những căn phòng, các phòng lễ hội kết hợp giữa nghệ thuật dân gian với kiến trúc Baroque và Rococo. Truyền thống văn hóa này được một nhóm các nghệ sĩ, họa sĩ vô danh, đại diện cho lớp người cuối cùng của văn hóa dân gian truyền thống ở Hälsingland.
7 trang trại nhà gỗ được ghi vào danh sách di sản thế giới bao gồm:
- Trang trại Kristofers, Stene
- Trang trại Gästgivars, Vallsta
- Trang trại Pallars, Långhed
- Trang trại Jon-Lars, Långhed
- Trang trại Bortom Åa, Fågelsjö
- Trang trại Bommars, Letsbo
- Trang trại Erik-Anders, Askesta

## Hình ảnh

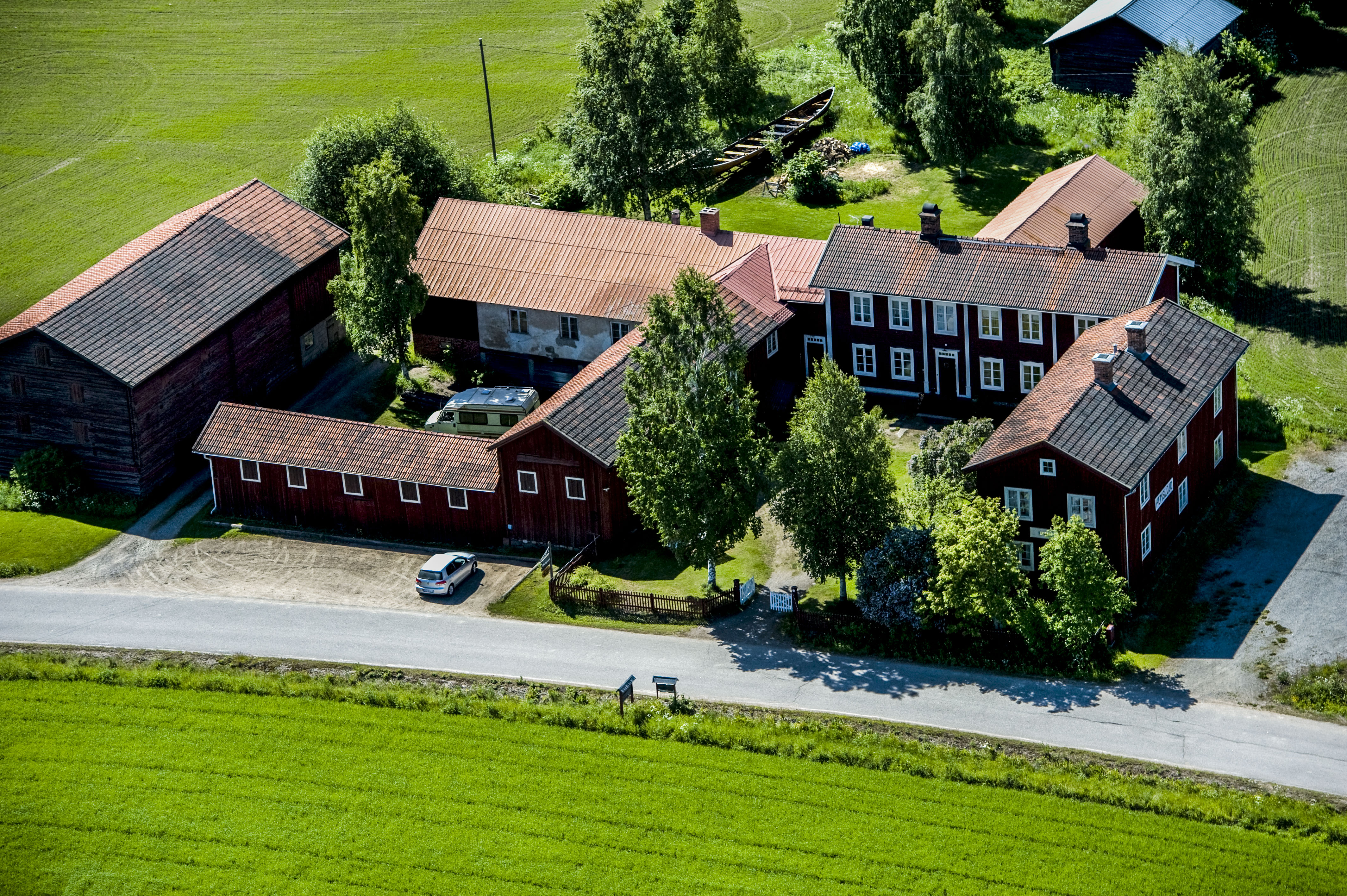
Gästgivars nhìn từ không trung
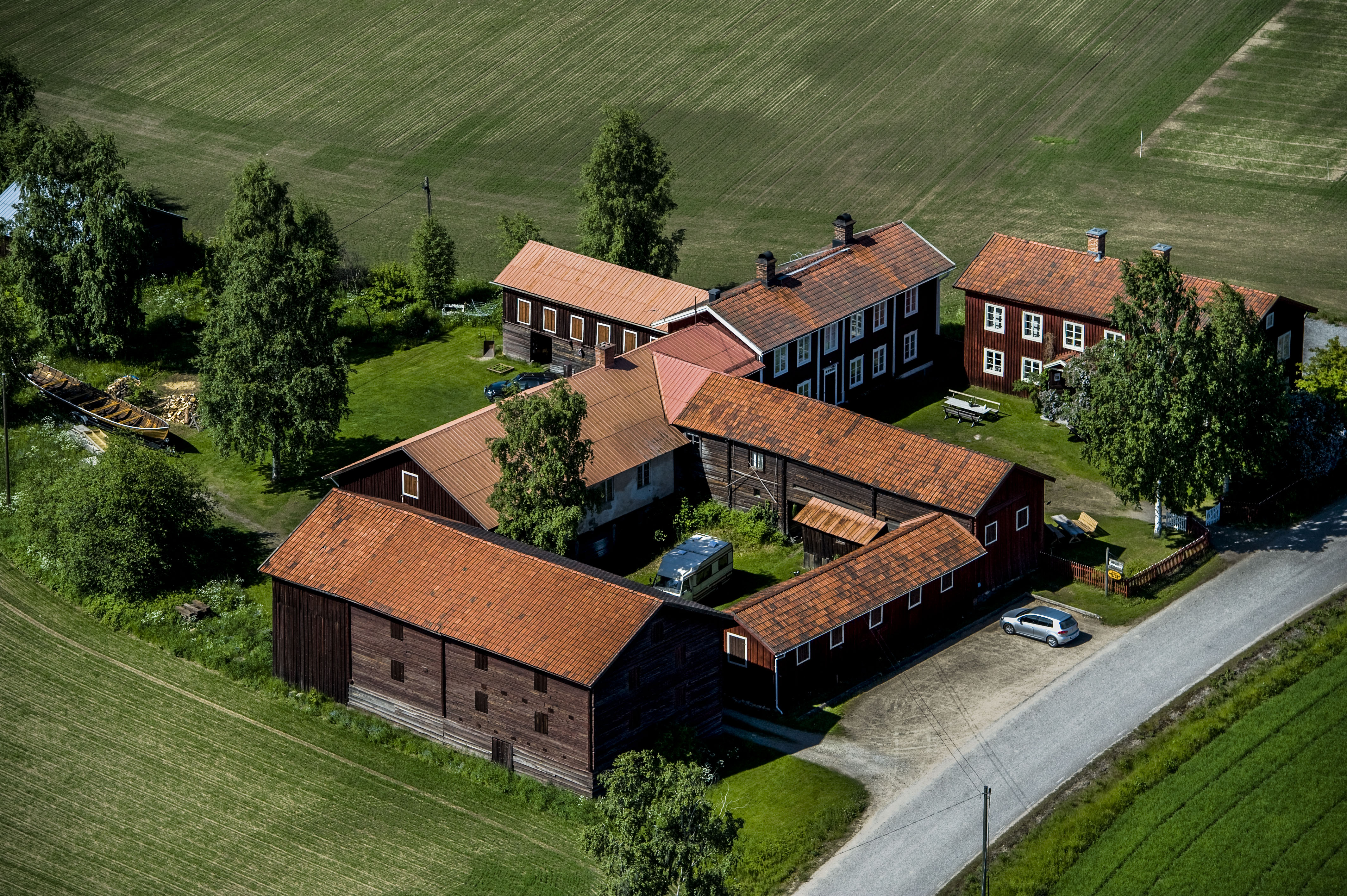
Gästgivars nhìn từ không trung
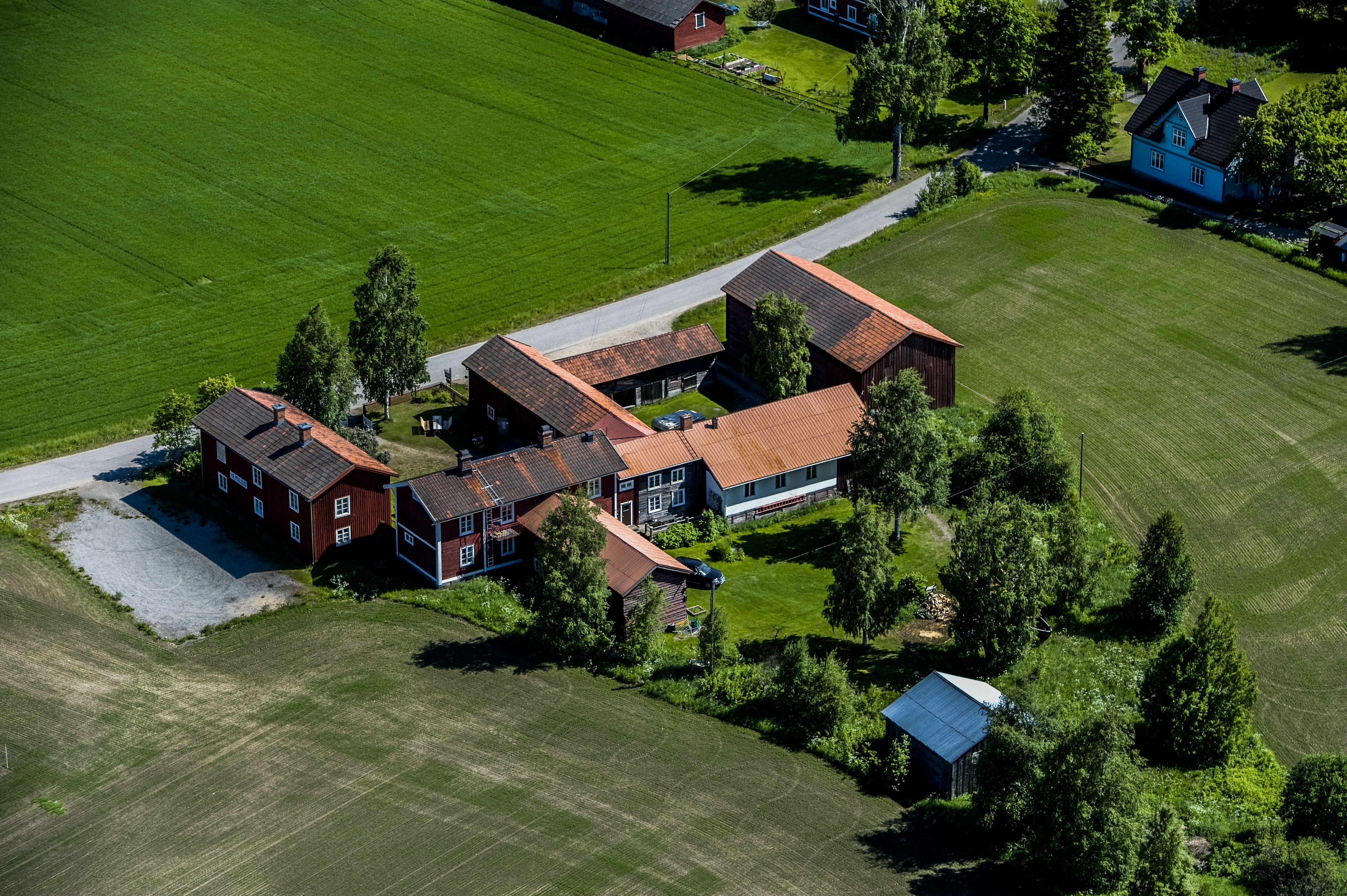
Gästgivars nhìn từ không trung
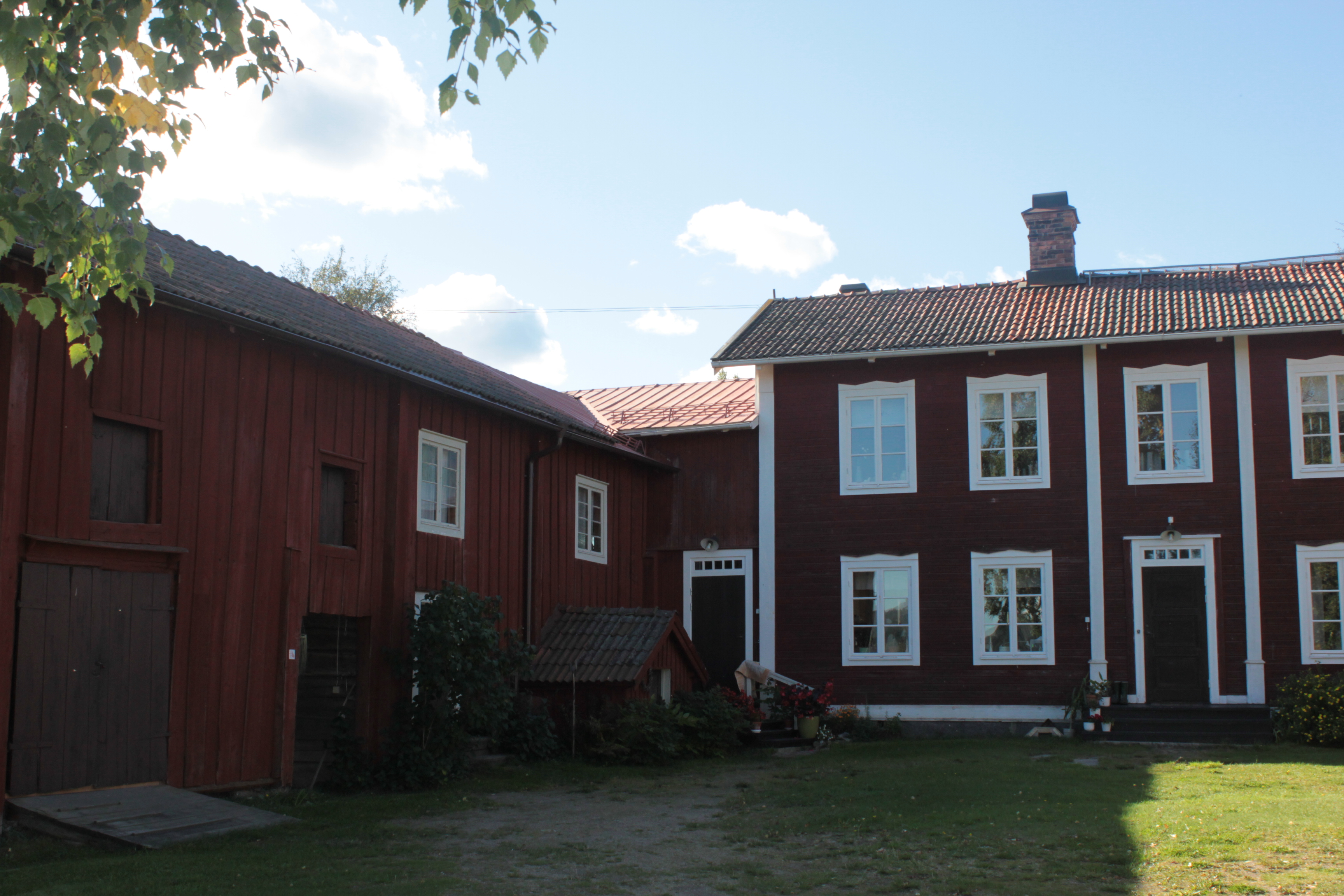
Góc trái của Gästgivars
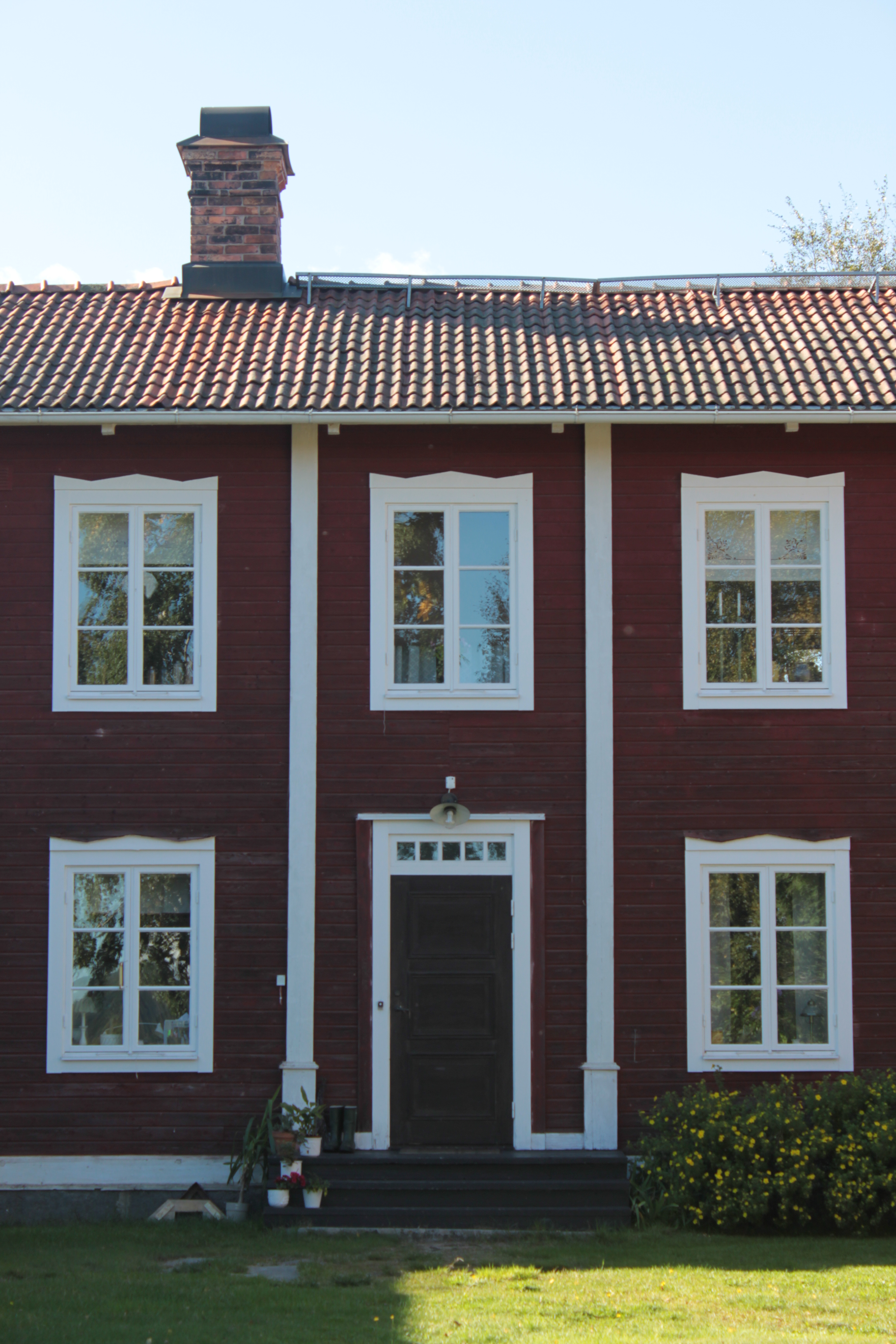
Cửa và cửa sổ của Gästgivars
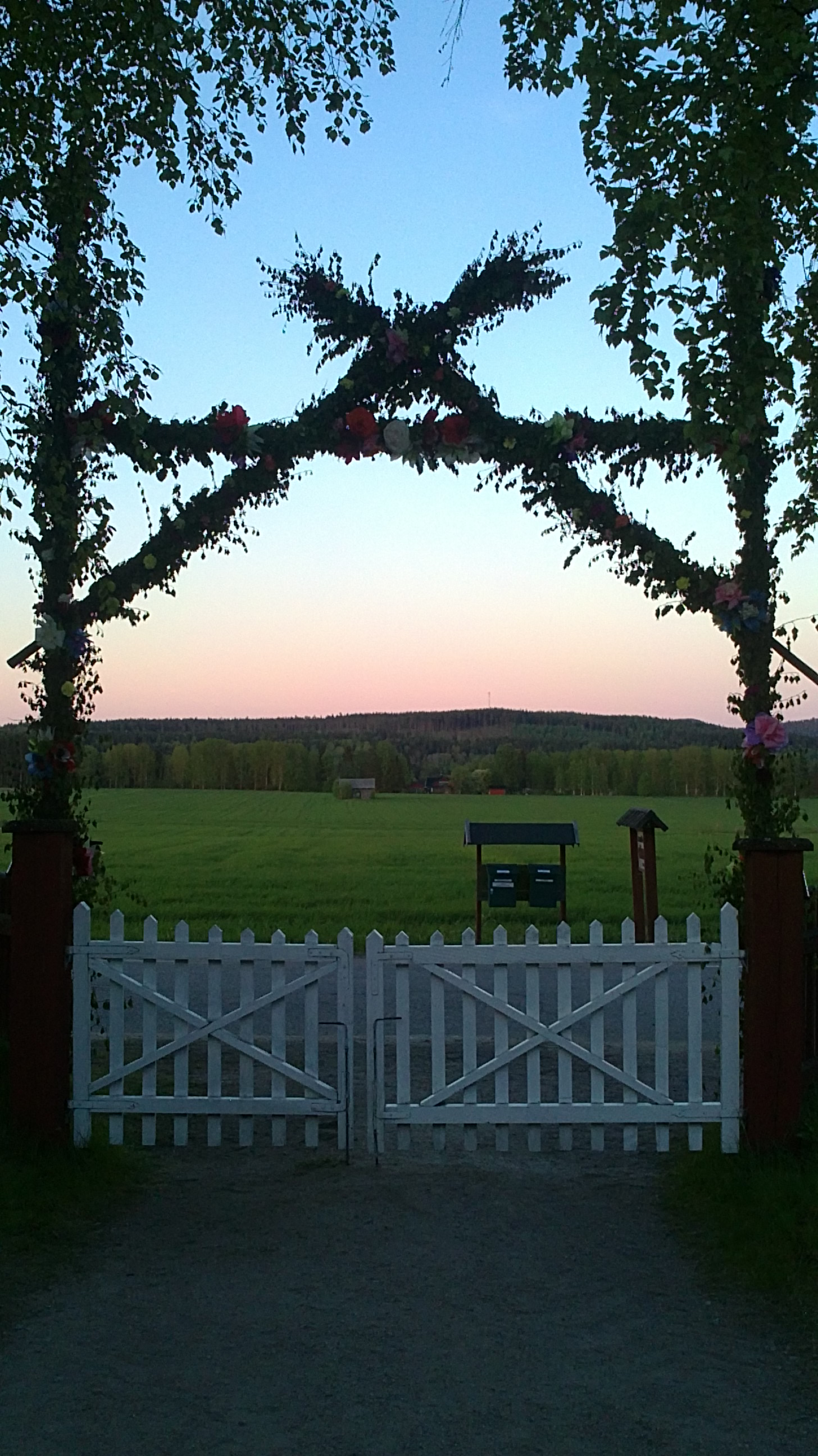
Quang cảnh của Di sản thế giới trang trại Gästgivars
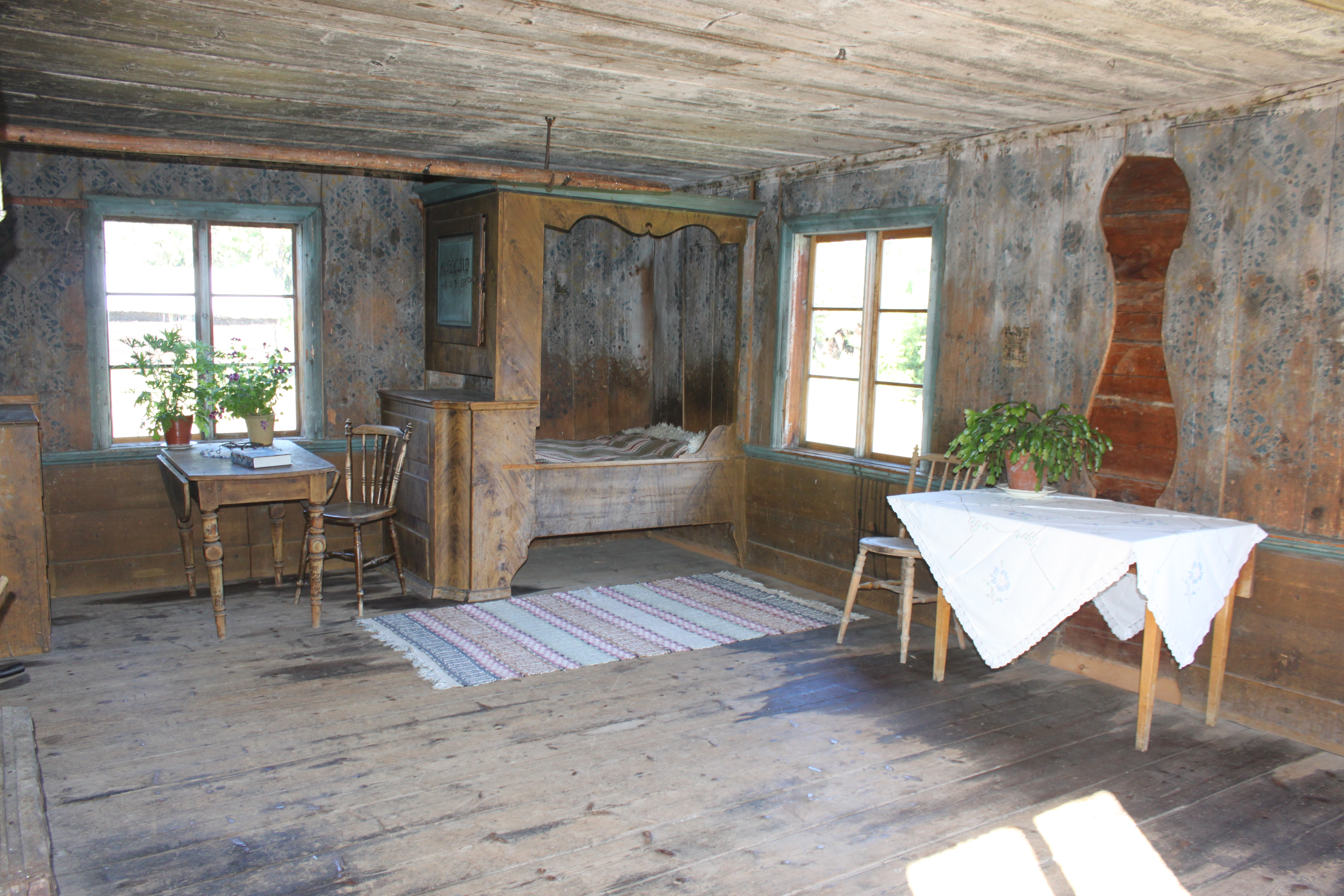
Bommars
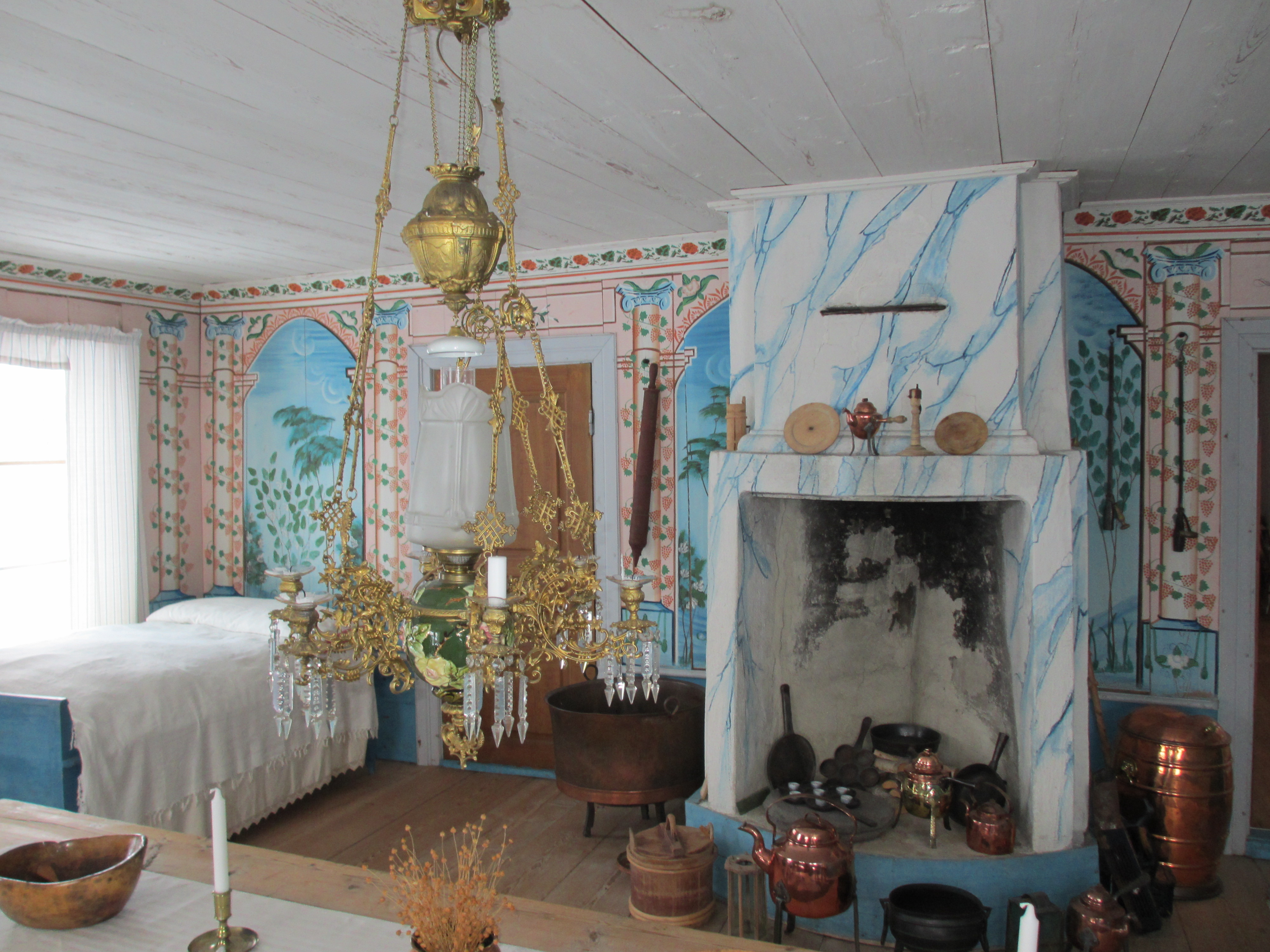
Jon-Lars, một căn phòng
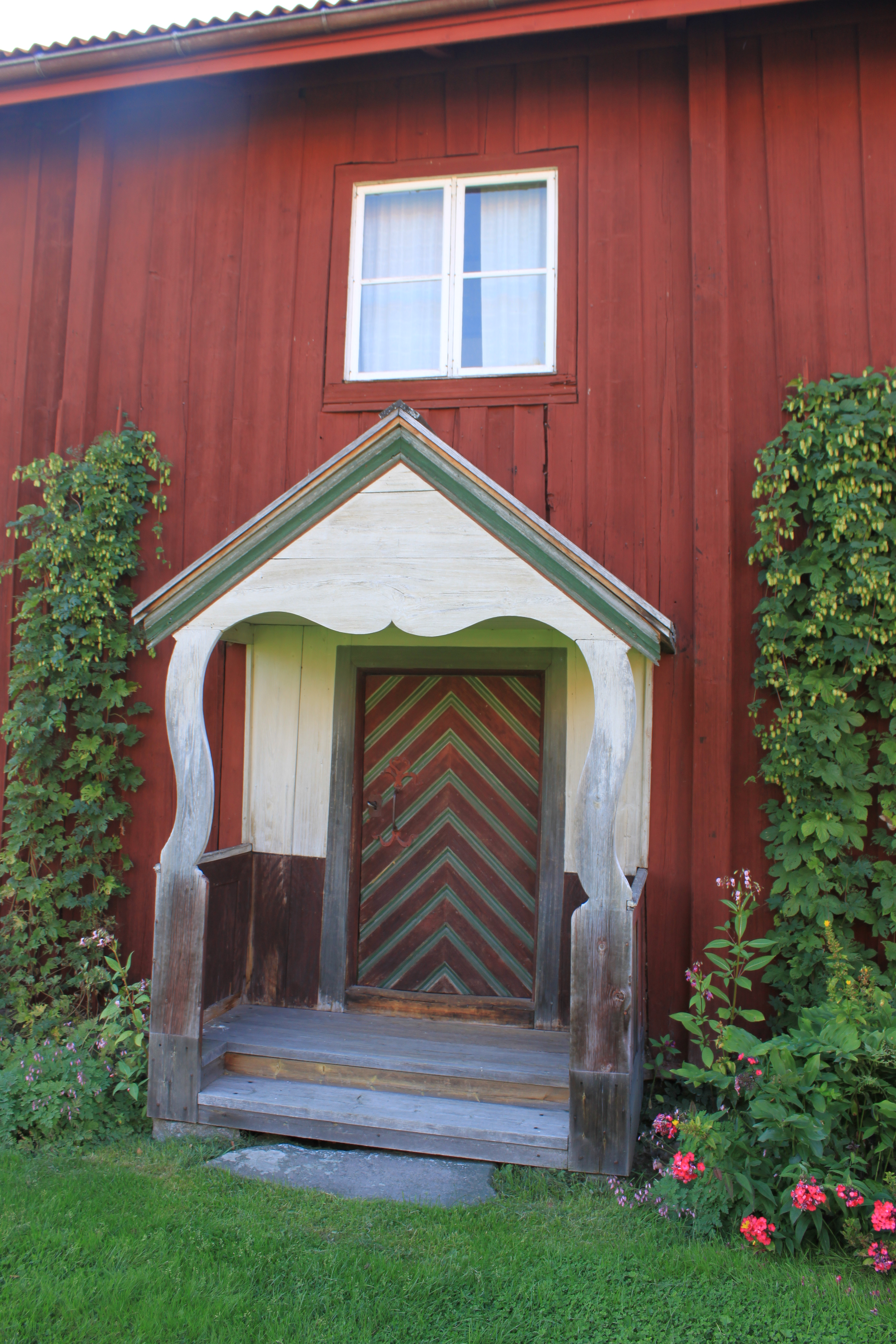
Chi tiết cổng của trang trại Kristofers